# 卡比爾達姆縣
卡比爾達姆縣是印度的一個縣，位於該國中部，由恰蒂斯加爾邦負責管轄，面積4,447平方公里，識字率為61.95%，2011年人口822,239，人口密度每平方公里185人。

## 外部連結
- 官方网站
- （页面存档备份，存于）

22°01′N 81°15′E / 22.017°N 81.250°E